# Gerdau
Gerdau település Németországban, azon belül Alsó-Szászország tartományban. Lakosainak száma 1422 fő (2023. december 31.). Gerdau Eimke és Suderburg községekkel határos.

## Népesség
A település népességének változása:
| Lakosok száma | 1441 | 1424 | 1413 | 1414 | 1420 | 1422 |
|               | 2016 | 2017 | 2019 | 2021 | 2022 | 2023 |